# Турки ибн Абдаллах
Турки ибн Абдулла (1755 — 9 мая 1834) — первый эмир второго Саудовского государства (1824—1834). Представитель боковой линии династии Саудитов. Сын принца Абдуллы ибн Мухаммеда и внук эмира Мухаммеда ибн Сауда. Двоюродный дядя казненного эмира Абдуллы ибн Сауда.

## Биография
В 1818 году египетская армия под командованием Ибрагима-паши оккупировала Центральную Аравию и уничтожила первое Саудовское государство — Дирийский эмират. Последний эмир Абдаллах ибн Сауд (1814—1818) потерпел полное поражение, был взят в плен и доставлен в Стамбул, где его казнили по приказу османского султана. Остальные члены рода Саудитов и другие представители знати были перебиты захватчиками или вывезены в Египет. Эд-Диръия (столица Саудитов) была разграблена и полностью разрушена.
Став полновластными хозяевами в Центральной Аравии, египтяне не сумели удержать власть в своих руках. С варварской жестокостью расправившись со сторонниками Саудидов и разграбив Неджд, египетский военачальник Ибрагим-паша обнаружил, что доходы от разграбления захваченной страны не компенсировали расходов на её оккупацию. В наступившем хаосе недждийцы с ностальгией вспоминали совсем недавнее прошлое, когда при эмире Сауде им подчинялись все окрестные племена, царило относительное спокойствие и стабильность. При новых хозяевах же возродились племенные разногласия, возобновились набеги и усобицы. Караванные тропы вновь стали опасными. Даже в городах нельзя было выйти на улицу без оружия. Уцелевшие ваххабитские богословы поддерживали воспоминания о былой славе государства Саудидов и прежней чистоте религии. Население оккупированной страны относилась к египтянам все более враждебно. Наконец Ибрагим-паша принял решение эвакуировать свои войска из Центральной и Восточной Аравии. Перед уходом египетские войска повсеместно разрушали крепости, угоняли стада, вырубали пальмы, разоряли поля.
После возвращения Ибрагим-паши в Египет в Неджде вспыхнула междоусобица между влиятельными вождями нескольких арабских племен. Здесь на политической сцене и появился Турки ибн Абдаллах.
Турки ибн Абдалла ибн Мухаммед ибн Сауд принадлежал к боковой ветви Саудидов. После падения Эд-Диръии в 1818 году, чтобы не попасть в плен, он бежал в пустыню и укрылся в племени бану тамим. После ухода египтян он примкнул к назначенному ими правителю Неджда Ибн Муаммару. Но власть того оказалась шаткой. Недовольные стали группироваться вокруг Турки. Ему удалось захватить Эд-Диръию и двинуться на Эр-Рияд. Ибн Муаммар и его сын были взяты в плен и убиты. Узнав о восстании Турки, египетский паша Мухаммед Али направил в Аравию Хусейн-бея. Тот взял Эр-Рияд, но Турки удалось бежать. Египтяне вновь стали грабить и без суда убивать местное население. Положение стало настолько невыносимым, что в 1822 года в Неджде началось вооруженное сопротивление оккупантам. Египтянам уже не хватало войск для подавления мятежей. Им пришлось ограничиться сохранением гарнизонов в основных городах.
Что касается Турки, то он некоторое время укрывался где-то на юге, а в мае-июне 1823 года объявился в Эль-Хильве с небольшим отрядом. Он нашел себе союзников, осмелел и стал совершать набеги на занятые египтянами города. В 1823—1824 годах, воспользовавшись антиегипетским восстанием, Турки взял под свой контроль окрестности Эр-Рияда и Манфухи, изолировав находящиеся там гарнизоны. К концу июля 1824 года египтяне покинули Манфуху, а после нескольких месяцев осады был взят и Эр-Рияд.
В конце 1824 года эмир Турки ибн Абдаллах укрепился в Эр-Рияде, сделав его столицей Неджда. Началось строительство мечети, дворца и укреплений. Возобновилась и ваххабитская экспансия: в апреле-мае 1825 года был захвачен Эль-Хардж. Турки формально признавал себя вассалом Османской империи и даже, возможно, платил дань османскому султану (а, точнее, египетским властям в Хиджазе или Каире), но в пределах подконтрольной территории он правил без внешнего вмешательства.
В Неджд стали возвращаться беженцы из числа Саудовской знати, в том числе внук вероучителя Абдуррахман ибн Хасан и сын Турки, Фейсал. Однако крупных соперников у Турки не было, что позволило ему почти полностью подчинить Касим, а затем и Джебель-Шаммар. В 1830 году Турки ибн Абдаллах завоевал Восточную Аравию и заставил правителя Бахрейна признать свой сюзеренитет. В это же время подняли голову бывшие сторонники Саудидов в других провинциях — Шардже, Аджмане, Эль-Бурайми, Маскате. К 1833 году все побережье Персидского залива признавало власть ваххабитов и платило дань Турки.
Измученная неурядицами страна с удовольствием приняла нового эмира. Турки ибн Абдаллах запретил экстраординарные поборы с населения под страхом изгнания из страны, осудил ростовщичество, рекомендовал эмирам стандартизировать веса и меры, призвал к обязательному соблюдению договоренностей. Он считал обязательным соблюдение трех религиозных принципов: единобожия, молитвы и выплаты закята. Эмиры должны были нести личную ответственность за выполнение этих требований всеми членами племени. С окончанием многолетней засухи экономическая ситуация несколько стабилизировалась, но вслед за голодом в Аравию пришла холера. В апреле-мае 1832 года в Мекке от неё умерли двадцать тысяч паломников. На следующий год эпидемия перекинулась на Неджд. Люди умирали в таком количестве, что их некому было хоронить. Детей, о которых некому было позаботиться, приносили в мечети, и они умирали прямо там. Домашние животные дохли без еды и корма. Оазисы обезлюдели.
В 1833 году в Центральной Аравии вспыхнула война между племенами аназа и мутайр. Турки ибн Абдаллах не стал вмешиваться в их усобицу. В том же году восстал эмир Бахрейна. На следующий год он напал на Эль-Хасу. Турки послал против него сына Фейсала, сам же остался в Эр-Рияде.
9 мая 1834 года, когда эмир Турки ибн Абдаллах выходил после молитвы через боковую дверь мечети, к нему подошли три человека. Один из них вытащил пистолет и застрелил эмира. Немедленно появился его родственник и бывший противник, Мишари ибн Абдуррахман (представитель другой линии Саудитов). Обнажив саблю, он потребовал, чтобы столичное население присягнуло ему. Большинство исследователей сходятся во мнении, что именно Мишари был заказчиком убийства Турки, хотя есть те, кто считает, что наемники были подосланы эмиром Бахрейна.
28 мая 1834 года принц Фейсал ибн Турки со своими сторонниками вступил в Эр-Рияд и занял отцовский престол. Мишари ибн Абдуррахман, объявивший себя эмиром после смерти Турки ибн Абдаллаха, с небольшим количеством сторонником укрылся в городской крепости. Осада длилась долго. Из-за измены части осажденных Фейсал взял крепость и приказал казнить своего противника.